# Paynes Find
Paynes Find is een plaats in de regio Mid West in West-Australië.

## Geschiedenis
De eerste Europeanen deden de streek aan in de jaren 1850. Pas in de jaren 1870 vestigden de eerste pastoralisten zich er met hun schapen en runderen.
Thomas Payne vond als eerste goud in de streek. In 1911 werd het naar hem vernoemde plaatsje officieel gesticht en plaatste de overheid er een ertsverwerkingsmachine ('battery'). Sindsdien lijken er altijd wel activiteiten op de in de omgeving liggende goudvelden te hebben plaatsgevonden. In de jaren 1930 kenden ze hun hoogtepunt. Er zochten toen een vijfhonderdtal mensen naar goud.
Vanaf 1932 had de familie Taylor een groot deel van het oorspronkelijke goudveld in handen. Sinds 1987 baat de familie de - enige in West-Australië nog in bedrijf zijnde - ertsverwerkingsmachine als toeristische attractie uit. In 2010 verkocht de familie Taylor het goudveld aan 'Paynes Find Gold Limited'. In 2017 kreeg 'Cervantes Corporation Limited' het goudveld in handen.

## Beschrijving
Paynes Find maakt deel uit van het lokale bestuursgebied (LGA) Shire of Yalgoo, een district waar het pastoralisme en de mijnindustrie de belangrijkste economische activiteiten zijn, en waarvan Yalgoo de hoofdplaats is.
In 2021 telde Paynes Find 26 inwoners, tegenover 77 in 2006.
Paynes Find bestaat uit een uitspanning ('Roadhouse') en een rondom de ertsverwerkingsmachine ontwikkeld museum. Van juli tot september kan men in de omgeving wilde bloemen bekijken.

## Transport
Paynes Find ligt langs de Great Northern Highway, 400 kilometer ten noordnoordoosten van de West-Australische hoofdstad Perth, 340 kilometer ten oostzuidoosten van Geraldton en 164 kilometer ten zuidzuidoosten van Yalgoo.
Net ten westen van 'Paynes Find Roadhouse' ligt een startbaan: Paynes Find Airport (ICAO: YPYF).

## Klimaat
Paynes Find kent een warm steppeklimaat, BSh volgens de klimaatclassificatie van Köppen.